# Besoin
Besoin —en español: Necesito— es el álbum debut de estudio lanzado por la princesa Stéphanie de Mónaco. El álbum fue lanzado en 1986 a través de Julisa y Carrere Records. El álbum fue producido por Yves Roze, y lanzado en algunos países como Live Your Life o simplemente Stéphanie . Besoin alcanzó el número seis en el French Albums Chart y el Swedish Albums Chart , el número doce en el German Albums Chart , y el número 59 en el Austrian Albums Chart . Según los informes, se vendió en aproximadamente 1,5 millones de unidades y alcanzó el estado de oro en Francia por más de 100.000 unidades. 

## Información del álbum
Antes del lanzamiento de Besoin , Stéphanie lanzó su sencillo "Ouragan", que ella misma produjo. Según los informes, se vendió en más de 2 millones de unidades. Stéphanie luego firmó un contrato de grabación con las discográficas francesas Julisa y Carrere. El álbum fue producido por Yves Roze. Besoin fue lanzado en septiembre de 1986, incorporando dance-pop, synthpop, dance y pop. A pesar del éxito de su primer álbum, Stéphanie no hizo un seguimiento durante cinco años hasta el lanzamiento de Stéphanie en 1991.

## Sencillos
- "Ouragan" fue lanzado como el sencillo principal del álbum. La canción alcanzó un éxito en todo el mundo, encabezando la lista de singles franceses y el número 11 en la lista de singles suizos. Su versión en inglés "Irresistible" alcanzó el número dos en la lista de singles alemana y el número cinco en la lista de singles de Austria.
- "Flash" se lanzó en 1986, marcando el número cuatro en Francia y el número 28 en Suiza. Su versión en inglés "One Love to Give" alcanzó el número uno en Suecia y el número diez en Alemania.
- "Young Ones Everywhere" no fue lanzado como un sencillo oficial, sino para beneficiar a UNICEF .
- "Fleur du mal (à Paul)" fue lanzado en 1987, y se registró en el número 16 en Francia. La versión única ha sido retitulada "Fleurs du mal".
- "Live Your Life" fue lanzado en 1987 como el sencillo final de Besoin . Alcanzó el puesto número nueve en la lista de singles de Noruega.

## Lista de canciones
| N.º | Título                      | Duración |  |
| 1.  | «Besoin»                    | 2:42     |  |
| 2.  | «One Love to Give»          | 5:48     |  |
| 3.  | «Rendez-Vous»               | 4:20     |  |
| 4.  | «Young Ones Everywhere»     | 3:58     |  |
| 5.  | «Ouragan»                   | 4:40     |  |
| 6.  | «Fleur du mal (à Paul)»     | 3:43     |  |
| 7.  | «Live Your Life»            | 4:29     |  |
| 8.  | «Le Sega Mauricien (Remix)» | 4:22     |  |
| 9.  | «Flash»                     | 4:20     |  |
| 10. | «How Can It Be»             | 5:09     |  |
| 11. | «Irresistible»              | 4:42     |  |
| 12. | «I Am Waiting for You»      | 3:57     |  |
| 13. | «Dance with Me (Remix)»     | 5:15     |  |
| 14. | «One Love to Give (Remix)»  | 7:40     |  |

## Créditos del álbum
- Producido por: Yves Roze
- Arreglos y programación: Romano Musumarra, Guy Batarrel, Gérard Blanc y Thierry Durbet
- Ingenieros de Grabación: Jean-Philippe Bonichon y Frank Segarra
- Ingenieros de Mezcla: Olivier Bosson y Jean Christoph-Varielle
- Asistentes de Grabación: Frank Gravure y André Périllat
- Estudios de Grabación: Studio Marcadet, París, Francia
- Mezclado en: Studio Marcadet, París, Francia & Paradise Studio, Munich, Alemania
- Masterizado en: Master One, París, Francia
- Ingeniero de Masterización: Herb Powers
- Técnico de Remasterización: Tom Coyne
- Fotografías: Dominique Palombo
- Peluquería: Frédéric Meylan por Jean-Louis David
- Diseño Gráfico: Jean-Paul Theodule

### Músicos
- Thierry Durbet – teclado, sintetizadores, programación
- Guy Batarrel – teclado, caja de ritmos, PPG, programación
- Rustam Kamil – guitarra
- Kako Bessot – trompeta y fliscorno
- Christian Fourquet – trombón
- Patrick Bourgoin – saxofón
- Sophie Proix – Coros
- Diane Dupuys – Coros
- Yvonne Jones – Coros
- Carol Fredericks – Coros
- Carol Welsman – Coros
- Pierre Labor – saxofón en "Le segá Mauricien"
- Soul Razafin Drakoto - guitarra en "Le segá Mauricien"
- Dada Hekimian – Coros
- Marylou Momma – Coros
- Serge Ponsar – Coros

- Datos: Q41782